# Atlético Huila
Atlético Huila is een Colombiaanse voetbalclub uit Neiva. De club werd opgericht in 1990 en komt uit in de Copa Mustang, de Colombiaanse eredivisie.
Atlético Huila komt sinds 1991 uit in de hoogste divisie, met een korte onderbreking in het seizoen 1997. In het seizoen 2005-I werd voor het eerst de play-offs gehaald maar het jaar daarna moest de club een beslissingswedstrijd spelen om niet te degraderen. In het seizoen 2007-I ging het weer beter en werd de club subkampioen nadat in de finalewedstrijd Atlético Nacional te sterk bleek.

## Stadion
Atlético Huila speelt zijn thuiswedstrijden in het Estadio Guillermo Plazas Alcid, in de stad Neiva. Het stadion heeft een capaciteit van 22 000 toeschouwers en is vernoemd naar een oud-burgemeester van de stad.